# NGC 2714
NGC 2714 este o galaxie eliptică situată în constelația Carena. A fost descoperită în 4 februarie 1835 de către John Herschel. Se află la o distanță de 38,07 de megaparseci de Pământ.